# Javron-les-Chapelles
Javron-les-Chapelles település Franciaországban, Mayenne megyében. Lakosainak száma 1343 fő (2022. január 1.). Javron-les-Chapelles Neuilly-le-Vendin, Charchigné, Chevaigné-du-Maine, Crennes-sur-Fraubée, Le Ham, Madré, Saint-Aignan-de-Couptrain, Saint-Cyr-en-Pail és Villepail községekkel határos.

## Népesség
A település népességének változása:
| Lakosok száma | 1335 | 1455 | 1400 | 1473 | 1413 | 1403 | 1378 | 1379 | 1375 | 1343 |
|               | 1968 | 1982 | 1990 | 2006 | 2013 | 2015 | 2017 | 2019 | 2020 | 2022 |